# Onslow Stearns

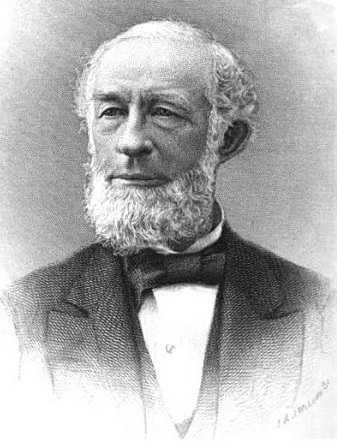
Onslow Stearns

Onslow Stearns (* 30. August 1810 in Billerica, Massachusetts; † 29. Dezember 1878 in Concord, New Hampshire) war ein US-amerikanischer Politiker und von 1869 bis 1871 Gouverneur des Bundesstaates New Hampshire.

## Frühe Jahre und politischer Aufstieg
Stearns besuchte die örtlichen Schulen seiner Heimat. Seit 1830 war er im Eisenbahngeschäft tätig. Zunächst war er Vertragspartner beim Bau der Eisenbahn, später war er im Vorstand mehrerer Eisenbahngesellschaften, unter anderem der Northern Railroad und der Central Vermont Railway. Politisch wurde er erst im Jahr 1862 aktiv. Als Mitglied der Republikanischen Partei wurde er in diesem Jahr in den Senat von New Hampshire gewählt. Dieses Mandat behielt er bis 1864, wobei er seit 1863 Präsident dieses Gremiums war. Im Senat war er Mitglied in verschiedenen Ausschüssen, die sich mit dem Eisenbahnwesen, militärischen Angelegenheiten und Wahlen beschäftigten. Im Jahr 1864 war er Delegierter auf dem Bundesparteitag seiner Partei, auf dem Abraham Lincoln erneut zum Präsidentschaftskandidaten nominiert wurde. Im Jahr 1867 bewarb er sich erstmals um das Amt des Gouverneurs, scheiterte aber innerhalb seiner Partei an Walter Harriman. Im Jahr 1869 wurde er aber dann doch als Kandidat seiner Partei in dieses Amt gewählt.

## Gouverneur von New Hampshire
Onslow Stearns trat sein neues Amt am 3. Juni 1869 an. Nach einer Wiederwahl im Jahr 1870 konnte er bis zum 8. Juni 1871 in diesem Amt bleiben. In seiner Amtszeit wurde ein Landwirtschaftsausschuss gegründet. Es gelang ihm, die Staatsverschuldung weiter abzubauen. Er stärkte die Industrie und den Handel in seinem Staat, um neue Arbeitsplätze zu schaffen, und senkte einige Steuern. In dieser Zeit wurde auch der 15. Verfassungszusatz in Kraft gesetzt. In der Frage des Frauenwahlrechts war der Gouverneur zurückhaltender und eher ablehnend eingestellt. Das Gleiche galt für einen Vorschlag der Anhänger der Prohibition, die die Gründung einer flächendeckenden Staatspolizei vorschlugen. Dieser Vorschlag wurde abgelehnt.

## Weiterer Lebenslauf
Nach dem Ende seiner Amtszeit als Gouverneur widmete sich Stearns wieder seinen privaten geschäftlichen Aktivitäten, wozu vor allem das Eisenbahngeschäft gehörte. Er starb im Dezember 1878 und wurde in Concord beigesetzt. Mit seiner Frau Mary Abbot Holbrook hatte Onslow Stearns sieben Kinder.